# Selaginella bifida
Selaginella bifida é uma magnoliophyta da família Selaginellaceae e endémica em Maurícia.